# Isidor von Madrid

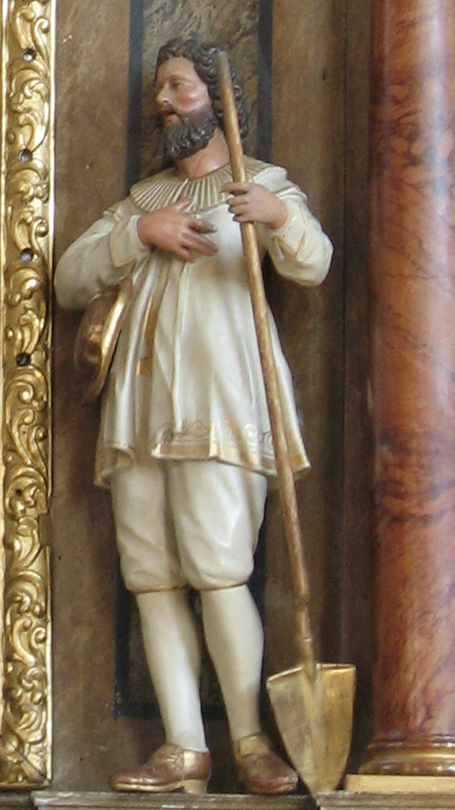
Hl. Isidor, Holzstatue der Vinazer-Schule in der Pfarrkirche von St. Peter, Südtirol (um 1750)

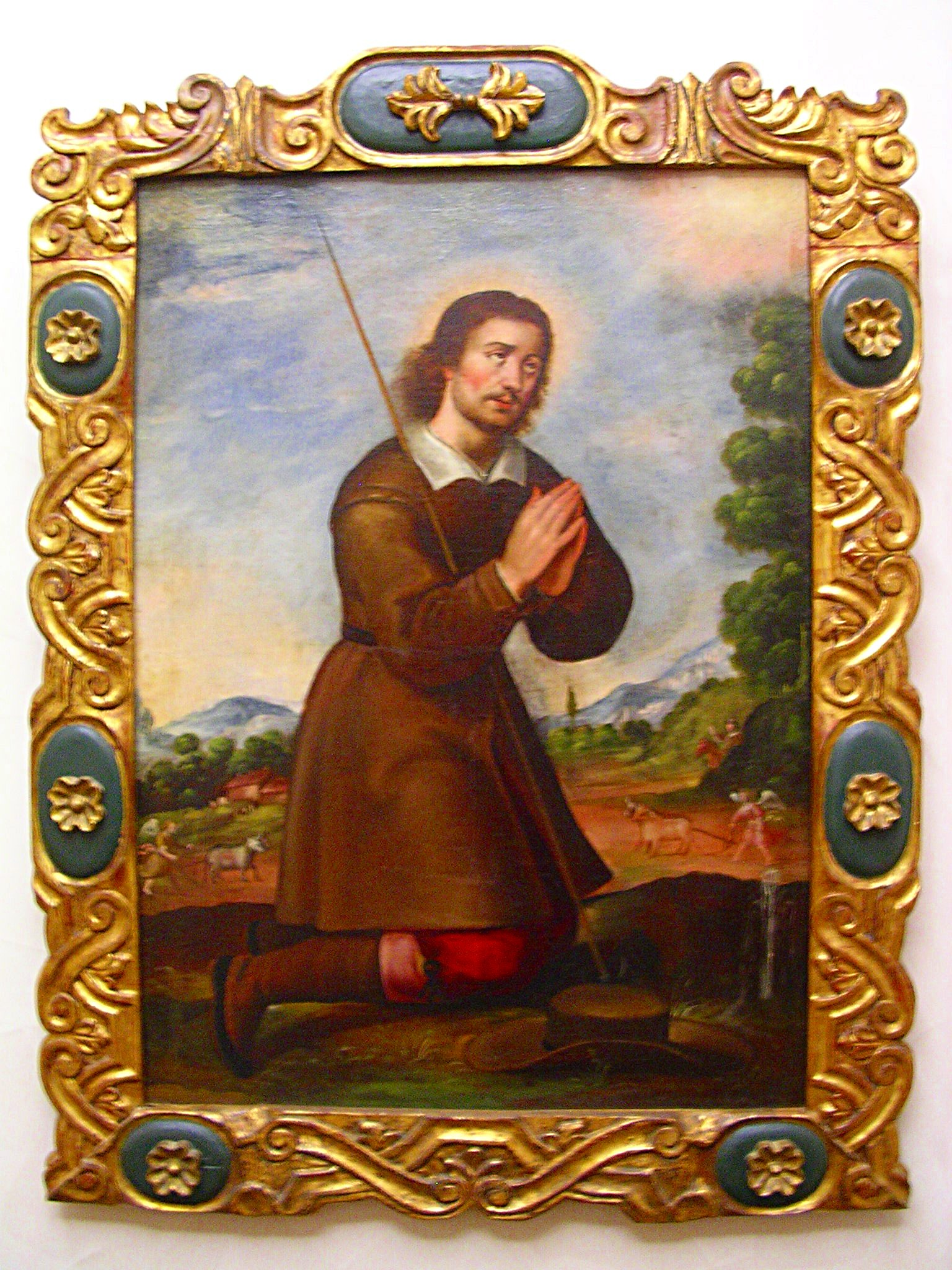
Hl. Isidor, Bild der Schule von Cuzco, Peru (18. Jh.)

Isidor von Madrid (spanisch San Isidro oder Isidro Labrador ‚Isidor der Landmann‘, lateinisch Isidorus Agricola; * um 1070; † 15. Mai 1130 bei Madrid) ist ein Heiliger der römisch-katholischen Kirche und der Schutzpatron der spanischen Hauptstadt Madrid. Sein Festtag ist der 15. Mai.

## Leben
Isidor war einfacher Landarbeiter und arbeitete in seiner Jugend als Knecht des Adeligen Iván de Vargas. Er zeichnete sich durch Gehorsam und fleißige Arbeit aus, ohne dabei das Gebet und Übungen der Nächstenliebe zu vernachlässigen. Zusammen mit seiner Frau María de la Cabeza, die er in Torrelaguna kennenlernte, unterstützte er Freunde und Hilfsbedürftige. Beide hatten einen Sohn mit Namen Illán, der früh starb und ebenfalls vom Volk als heilig verehrt wurde.
Dem Heiligen werden verschiedene Wunder zugeschrieben. Unter anderem sollen Engel sein Feld bestellt haben, während er unter einem Baum eingeschlafen war.

## Religiöse Bedeutung

### Im Christentum
Isidor wurde in der Kirche San Andrés in Madrid beigesetzt. Als man sein Grab nach 40 Jahren öffnete, fand man seinen Leichnam unverwest.
1619 wurde Isidor seliggesprochen. Die Kanonisation erfolgte im Jahr 1622, gemeinsam mit den Heiligen Filippo Neri, Ignatius von Loyola, Franz Xaver und Teresa von Ávila. Auf Geheiß Karls III. wurden seine Gebeine im Jahr 1769 in die ehemalige Jesuitenkirche verbracht, die danach in San Isidro umbenannt wurde.
Neben seinem Patronat über Madrid ist er auch Schutzpatron der Bauern und hilft gegen Dürre oder er sorgt für Regen und eine gute Ernte.

### Im Voodoo
Im haitianischen Voodoo wird Isidor mit dem Geistwesen Loa Azacca gleichgesetzt und entsprechend verehrt.

## Darstellung
Mittelalterliche Darstellungen des Heiligen sind unbekannt; neuzeitliche Skulpturen und Bilder zeigen ihn zumeist im Gewand eines einfachen Bauern und mit einem Grabspaten.

## Moderne Rezeption
Das Leben Isidros wurde bereits 1922 von Sabino A. Micón unter dem Titel „Isidro labrador“ verfilmt. 1964 wurde ein weiterer spanischer Film, Isidro el labrador von Rafael J. Salvia mit Javier Escrivá in der Titelrolle, veröffentlicht.